# 默兹河畔维莱
默兹河畔维莱（法語：Villers-sur-Meuse，法語發音：[vilɛʁ syʁ møz]）是法国默兹省的一个市镇，位于该省中部，默兹河左岸，属于凡尔登区。

## 地理
默兹河畔维莱（49°1'9"N, 5°25'5"E）面积7.3 平方千米，位于法国大東部大區默兹省，该省份为法国西北部内陆省份，北与比利时接壤，西接马恩省和阿登省，南至上马恩省和孚日省，东临默尔特-摩泽尔省。
与默兹河畔维莱接壤的市镇（或旧市镇、城区）包括：默兹河畔昂布利、默兹河畔热尼库尔、莱蒙泰龙、雷库尔勒克勒、默兹河畔蒂伊。

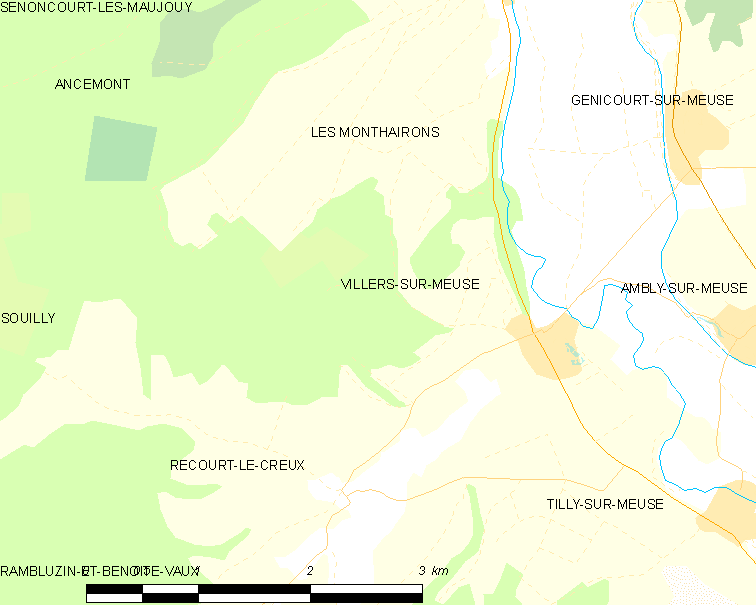
默兹河畔维莱的OSM定位图

默兹河畔维莱的时区为UTC+01:00、UTC+02:00（夏令时）。

## 行政
默兹河畔维莱的邮政编码为55220，INSEE市镇编码为55566。

## 政治
默兹河畔维莱所属的省级选区为默兹河畔迪约县。

## 人口

1962-2008年间默兹河畔维莱人口变化图示

默兹河畔维莱于2022年1月1日时的人口数量为284人。